# La maledicció del diable
La maledicció del diable (títol original en anglès: Night of the Demon) és una pel·lícula britànica de sèrie B dirigida per Jacques Tourneur, estrenada el 1957. Ha estat doblada al català

## Argument[2]
El Professor Harrington, que denunciava les activitats demonològiques del Doctor Julian Karswell, ha trobat la mort en un estrany accident de cotxe. El seu col·lega, el savi americà John Holden, vingut a Londres participar en un congrés de parapsicologia, investiga sobre la seva desaparició...

## Repartiment
- Dana Andrews: John Holden
- Peggy Cummins: Joanna Harrington
- Niall MacGinnis: Doctor Karswell
- Maurice Denham: Professor Henry Harrington
- Athene Seyler: Sra. Karswell
- Liam Redmond: Mark O'Brien
- Reginald Beckwith: M. Meek
- Ewan Roberts: Lloyd Williamson
- Peter Elliott: Kumar
- Rosamund Greenwood: Sra. Meek
- Brian Wilde: Rand Hobart
- Richard Leech: Inspector Mottram
- Lloyd Lamble: Simmons, un policia
- Peter Hobbes: Superintendant
- Janet Barrow: Sra. Hobart
- Percy Herbert: granger

## Producció
- Jacques Tourneur no volia que es veiés el monstre al començament i al final de la pel·lícula, va ser una idea del productor Hal E. Chester. El que volia Tourneur, era que s'inserís al final de la pel·lícula, en l'escena de l'estació, quatre imatges del monstre que mata Karswell, i els espectadors s'haurien demanat si havien vist verdaderament aquesta imatge.[3]

## Al voltant de la pel·lícula
- Té diversos títols alternatius: Night of the Demon, títol inicial d'explotació britànic, i Curse of the Demon, títol escollit per la seva explotació — escurçada — als Estats Units, per tal d'aprofitar l'èxit de la pel·lícula The Curse of Frankenstein, estrenada l'any precedent.
- Martin Scorsese ha classificat aquesta pel·lícula en el 9è lloc entre les pel·lícules de terror més espantoses.[4]